# Діденко Григорій Дем'янович
Григорій Дем'янович Діденко (3 грудня 1911, місто Бахмач Чернігівської губернії, тепер Чернігівської області — 1 лютого 1992, місто Київ) — радянський діяч, український радянський історик, директор Інституту історії партії при ЦК КПУ. Кандидат історичних наук (1949), доцент. Доктор історичних наук (1963), професор (1965).

## Біографія
Народився 20 листопада (3 грудня) 1911 року в місті Бахмачі в родині робітника.
У 1928—1930 роках працював на залізниці і вчився на вечірньому робітничому факультеті.
У 1934 році закінчив історичний факультет Ніжинського педагогічного інституту.
У 1933—1936 роках викладав у Ніжинському педагогічному інституті.
Член ВКП(б) з 1939 року.
У 1939—1951 роках — на партійній роботі. У 1942 році закінчив Вищу партійну школу при ЦК ВКП(б) у Москві.
У 1944 — грудні 1946 року — секретар Тернопільського обласного комітету КП(б)У з пропаганди і агітації.
З листопада 1946 по 1949 рік навчався в Академії суспільних наук при ЦК ВКП(б) у Москві.
З листопада 1949 по березень 1951 року — заступник завідувача відділу пропаганди та агітації ЦК КП(б)У.
У березні 1951 — квітні 1954 року — директор Українського філіалу Інституту Маркса-Енгельса-Леніна (Інституту історії партії при ЦК КПУ).
Одночасно у 1952—1957 роках викладав у вищих навчальних закладах Києва.
У 1954—1956 роках — заступник головного вченого секретаря Президії Академії наук УРСР.
У 1957—1960 роках — старший науковий співробітник відділу історії радянського суспільства, в 1960—1965 роках — старший науковий співробітник відділу історії соціалістичного і комуністичного будівництва Інституту історії Академії наук УРСР. У 1963 році захистив докторську дисертацію на тему «Робітничий клас України в роки відбудови народного господарства (1921—1925 рр.)».
З 1965 року — завідувач кафедри марксизму-ленінізму Київського торгово-економічного інституту.
Досліджував історію України радянського періоду. Основні праці: «Зміцнення Радянської влади на селі після перемоги Жовтневої революції (1918)» (Київ, 1957); «Рабочий класс Украины в годы восстановления народного хозяйства (1921—1925)» (Київ, 1962).
Помер 1 лютого 1992 року в місті Києві.

## Нагороди
- ордени
- медалі